# ネイデ・ヴァン＝ドゥーネン
ネイデ・ヌーリア・デ・ソウザ・ヴァン＝ドゥーネン・ヴィエイラ（Neide Núria de Sousa Van-Dúnem Vieira、1986年7月4日 - ）は、現代アンゴラのポピュラー歌手である。ネイデとしても知られる。
ルアンダに生まれ、2003年に17歳にして地方の劇場で演劇経験を開始し、1年後にテレビのソープオペラ"Sede de Viver"に出演した。彼女の歌手としてのキャリアは公式には2007年に、コンピレーションアルバムEu e Elas (vol 1)に収録されていたヒットシングル"Olá Baby"をリリースしたことによって始まった。この曲のプロモーションビデオはMTVアフリカのビデオチャートで2位に達した。

## 幼い頃
ネイデは1986年7月4日にアンゴラのルアンダにて、ジョゼ・アントニオ・ヴィエイラとイザベル・マリア・ファーティマ・ソウザ・ヴァン＝ドゥーネンの一人娘として生まれた。幼いころから音楽に興味を持っていたが、17歳にして女優となり、最初の名声を得た。しかし、彼女は最終的に2007年にシングル"Olá Baby"をリリースし、音楽界に風穴を開けた。

## ディスコグラフィー
- 2009: Neide

## フィルモグラフィー
| Year | Title              | Role | Notes       |
| ---- | ------------------ | ---- | ----------- |
| 2008 | Momentos de Glória |      | Short movie |

### テレビ
| Year      | Title                    | Role         | Notes |
| --------- | ------------------------ | ------------ | ----- |
| 2008      | Para Além do Preconceito |              |       |
| 2006-2007 | Sede de Viver            | Anita Bronca |       |